# Bekölce
Bekölce é um município da Hungria, situado no condado de Heves. Tem 13,77 km² de área e sua população em 2015 foi estimada em 591 habitantes.